# Nestor Telloglou
Nestor Telloglou (griechisch Νέστωρ oder Νέστορας Τέλλογλου, * in Smyrna; † 1972) war ein griechischer Geschäftsmann, Kunstsammler und Philanthrop.

## Lebenslauf
Telloglou war Sohn wohlhabender griechischer Eltern, die sich nach dem Griechisch-Türkischen Krieg in Thessaloniki niederließen. Er studierte in der Schweiz und machte sich dann als Geschäftsmann in Thessaloniki selbständig. Im Jahr 1953 heiratete er Aliki Orologa.
In den folgenden Jahren bis zu seinem Lebensende baute er zusammen mit seiner Frau eine bedeutende Kunstsammlung auf, die Gemälde, Objekte aus der hellenistischen und römischen Zeit, kleine Kunstwerke, Volkskunst und traditionelle Kunst aus verschiedenen Regionen der Welt umfasst.
Später schenkte das Ehepaar die Sammlung sowie beträchtliche Geldsummen der Aristoteles-Universität Thessaloniki, die 1972 die Telloglio-Stiftung gründete. Telloglou verstarb im Sommer jenes Jahres.
Für seinen Beitrag wird er als Stifter der Aristoteles-Universität Thessaloniki geehrt, und die Stadtverwaltung von Thessaloniki benannte  eine Straße in der Stadt nach ihm.